# Albert Hermann Post (Rechtswissenschaftler)
Albert Hermann Post (* 20. Oktober 1839 in Bremen; † 25. August 1895 in Bremen) war ein deutscher Jurist und Bremer Richter.

## Biografie
Post war der Sohn des Gerichtssekretärs Christian Abraham Post und Enkel von Albert Hermann von Post. Nach dem Abitur studierte er Rechtswissenschaften. Für eine kürzere Zeit war er Rechtsanwalt. 1866 erfolgte seine Ernennung zum Obergerichtssekretär und 1874 die zum Richter am Landgericht Bremen.
1864 verfasste er ein grundlegendes Werk über das eheliche Güter- und Erbrecht. Danach folgten religiöse Werke. Von 1866 bis 1887 erfolgte die Veröffentlichungen von vier Bänden als Entwurf eines gemeinen deutschen und hansestadt-bremischen Privatrechts auf Grundlage der modernen Volkswirtschaft sowie Werke zur ethnologischen Rechtsgeschichte. Post gilt als ein Wegbereiter der Rechtsethnologie. Mit Josef Kohler führte er diese Forschungsdisziplin in Deutschland ein. Er war der Autor, der sich in Deutschland als erster mit den Rechtsverhältnissen im nichtschriftlichen traditionellen Recht Afrikas befasste.

## Werke
- Der Ursprung des Rechts. Prolegomena zu einer Allgemeinen vergleichenden Rechtswissenschaft. Berndt & Schwarzer, Oldenburg 1876; neuer Reprint: bei Elibron Classics, 2006, ISBN 978-1110253913.
- Die Grundlagen des Rechts und die Grundzüge seiner Entwickelungsgeschichte: Leitgedanken für den Aufbau einer allgemeinen Rechtswissenschaft auf sociologischer Basis. A. Schwarz, Oldenburg 1884; neuer Reprint: bei Elibron Classics, 2005, ISBN 978-1421249872.
- Grundriss der ethnologischen Jurisprudenz. Band 1 und 2. Scientia Verlag; Neudruck, Aalen.
- Einleitung in das Studium der ethnologischen Jurisprudenz. Schwartz, Oldenburg  1886; neuer Reprint: Göttingen 1989.
- Studien zur Entwicklungsgeschichte des Familienrechts. Schulze, Oldenburg u. Leipzig 1889, Nachdruck: Keip, Frankfurt am Main 1970.
- Bremer Leben: satirische Gedichte Bremen: Tannen 1872[2]